# Kromolice (powiat poznański)
Kromolice – wieś w Polsce położona w województwie wielkopolskim, w powiecie poznańskim, w gminie Kórnik.
W latach 1975–1998 miejscowość należała administracyjnie do województwa poznańskiego.
Wieś leży w dolinie Średzkiej Strugi. Znajdują się tutaj pozostałości zespołu folwarcznego z końca XIX wieku (rządcówka i chlewnia). Część tego zespołu została przebudowana w latach 60. i 70. XX wieku. Na wschodnim skraju miejscowości stoi krucyfiks na cokole z pustaków, ufundowany przez Stanisława i Mieczysławę Jankowiaków w dniu 18 czerwca 1988, o czym informuje stosowna tablica.
Do wsi dociera linia autobusowa nr 591 przedsiębiorstwa Kombus z Kórnika. O około kilometr na południowy zachód oddalony jest przystanek kolejowy Pierzchno. Przez Kromolice przebiega ponadto Transwielkopolska Trasa Rowerowa z Poznania do Siemianic.